# استراتفرد (تگزاس)
استراتفرد، تگزاس (به انگلیسی: Stratford, Texas) یک شهر در ایالات متحده آمریکا با جمعیت ۱٬۹۹۱ نفر است که در تگزاس واقع شده‌است.

## موقعیت جغرافیایی
موقعیت جغرافیایی شهرها و مناطق اطراف به شرح زیر است: